# Хэм, Картер
Ка́ртер Ф. Хэм (англ. Carter F. Ham; 16 февраля 1952, Портленд, Орегон) — американский генерал, который является вторым (после Уильяма Уорда (англ.)) командующим Африканского командования вооружённых сил США. На этой должности он находился с марта 2011 года и стал организатором американской интервенции в Ливию.
Ранее Хэм занимал должность командующего 7-й армии США в Европе с 28 августа 2008 по 8 марта 2011. До этого служил в качестве Директора по Операциям (J-3) в Объединённом комитете начальников штабов (2007—2008), командующим Первой пехотной дивизией США (2006—2008).

## Карьера
Хэм два года служил в качестве солдата-срочника в 82-й воздушно-десантной дивизии до поступления в университет Джона Кэрролла (англ.) в Кливленде, штат Огайо. В 1976 году получил офицерское звание второго лейтенанта Корпуса подготовки офицеров запаса пехоты за отличие в обучении военному делу. Позже он получил степень магистра в области национальной безопасности и стратегических исследований Военно-морского колледжа Нью-Порте. Также окончил несколько других военных школ, включая колледж Военно-морского командования и Военно-воздушный колледж.
Первые назначения Хэма включают службу в Форте Нокс и служебные поездки в Германию и Италию. После окончания Расширенных курсов офицеров армии его принимают в командование в городе Лима, штат Огайо. В 1984 году входил в группу по обеспечению безопасности Олимпийских игр в Лос-Анджелесе.
С 1984 по 1989 год Хэм работал ассистентом генерал-инспектора, затем исполнительным офицером в национальном тренировочном центре Форт-Ирвин. В 1990 году окончил колледж Военно-морского командования и был отправлен в Пехотную школу Армии США в Форте Беннинг.
В одной из командировок был консультантом Национальной гвардии Саудовской Аравии в Эр-Рияде и вновь вернулся в Форт-Беннинг. Хэм командовал 1-м батальоном 6-й пехотной дивизии в Германии, а также шесть месяцев нёс службу в составе миротворческих сил ООН в Республике Македония.
Хэм завершил обучение в Военно-воздушном колледже в 1997 году, после чего был направлен в Германию, где стал начальником штаба Первой пехотной дивизии. В начале 2000-х занимал руководящие посты в Форте-Бенниг, должности заместителя в Центральном командовании вооружённых сил США во Флориде, Катаре и Форте-Льюис. В январе 2004 года принял на себя командование Многонациональной бригадой — «North» в Мосуле, где служил до февраля 2005 года. Во время пребывания в Ираке генерал Хэм пострадал от посттравматического расстройства, причиной которого стал пережитый взрыв.
После возвращения из Ирака генерал Хэм служил заместителем директора по региональным операциям J-3 при Объединённом штабе, позже стал главой J-3. Командовал Первой пехотной дивизией в Форте-Райли. 28 августа 2008 года был назначен командующим 34-й армией США в Европе, дислоцирующейся в Германии.
В ноябре 2010 года Сенат США подтвердил назначение генерала Хэма на должность следующего главы Африканского командования вооружённых сил США. Занял этот пост 8 марта 2011 года.
Принимал участие в войне в Ливии. Во время операции «Odyssey Dawn» осуществлял командование с борта флагмана «Маунт Уитни» совместно с адмиралом Самюелем Локлиром. Перед началом боевых действий генерал Хэм заявил, что имеет разрешение вышестоящего командования атаковать войска Муаммара Каддафи, если ливийский лидер откажется выполнять условия президента США Барака Обамы об отводе войск от Аджабии, Мисураты и Эз-Завии. По ходу войны сделал ряд заявлений о том, что США не поддерживают ливийских повстанцев.
В период войны в Ливии генерал Хэм предсказал, что повстанцы севера Мали могут завладеть оружейными арсеналами полковника Каддафи. Во время вторжения Франции в Мали ряд информационных агентств указали, что повстанцы используют ливийское оружие.
В январе 2013 года Картер Хэм признал, что американские инструкторы обучали малийских повстанцев, как на территории Мали, так и в США — в частности, в США проходил обучение капитан Адаму Саного, возглавивший государственный переворот в Мали в 2012 году. В то же время Хэм заявил о необходимости восстановить конституционное правительство в Бамако.
18 октября 2012 года министр обороны США Леон Панетта заявил, что в качестве преемника генерала Хэма на должность главы Африканского командования выдвинута кандидатура генерала Дэвида Родригеса. 5 апреля 2013 года генерал Хэм передал ему свой пост и вышел в отставку.
В настоящее время является президентом и исполнительным директором Ассоциации Армии США.

## Звания
| Второй лейтенант | Первый лейтенант | Капитан (воинское звание) | Майор     | Подполковник  |
| O-1              | O-2              | O-3                       | O-4       | O-5           |
| ---------------- | ---------------- | ------------------------- | --------- | ------------- |
|                  |                  |                           |           |               |
| Июнь 1976        | Июнь 1978        | Август 1980               | Июнь 1987 | Сентябрь 1992 |

| Полковник   | Бригадный генерал | Генерал-майор | Генерал-лейтенант | Генерал (США) |
| O-6         | O-7               | O-8           | O-9               | O-10          |
| ----------- | ----------------- | ------------- | ----------------- | ------------- |
|             |                   |               |                   |               |
| Апрель 1998 | Октябрь 2003      | Февраль 2005  | Август 2007       | Август 2008   |

## Медали и награды
|  | Знак боевых действий                           |
|  | Знак эксперта пехоты                           |
|  | Знак парашютиста                               |
|  | Знак рейнджера                                 |
|  | Знак Объединенного комитета начальников штабов |
|  | Знак Африканского командования США             |
|  | Знак за боевые заслуги                         |
|  | Знак 6-го пехотного полка                      |

## Галерея

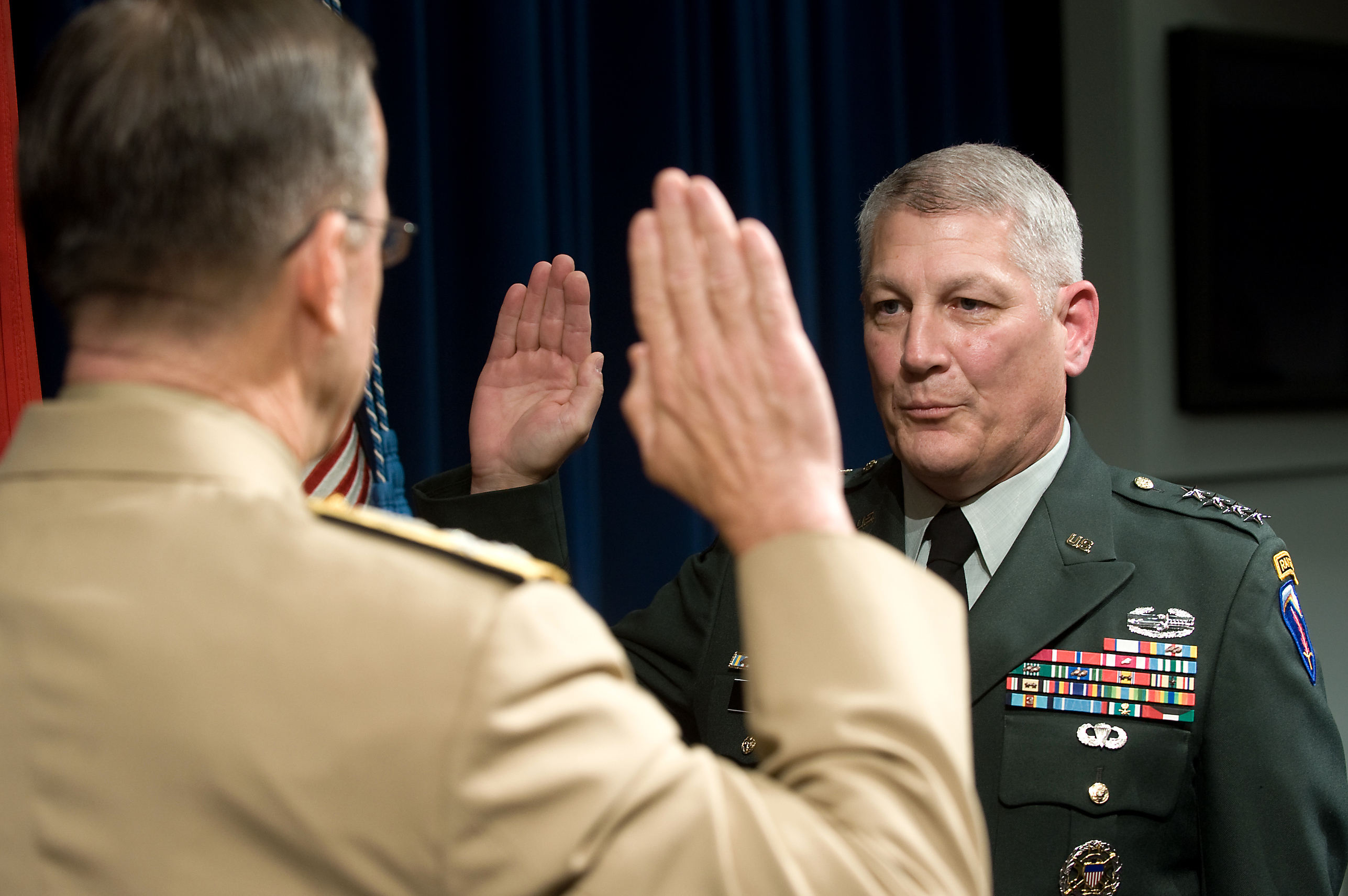
Присяга, 2008
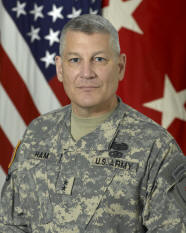
В звании генерал-майора, 2006.
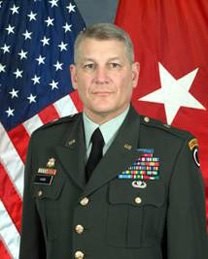
В звании бригадного генерала.
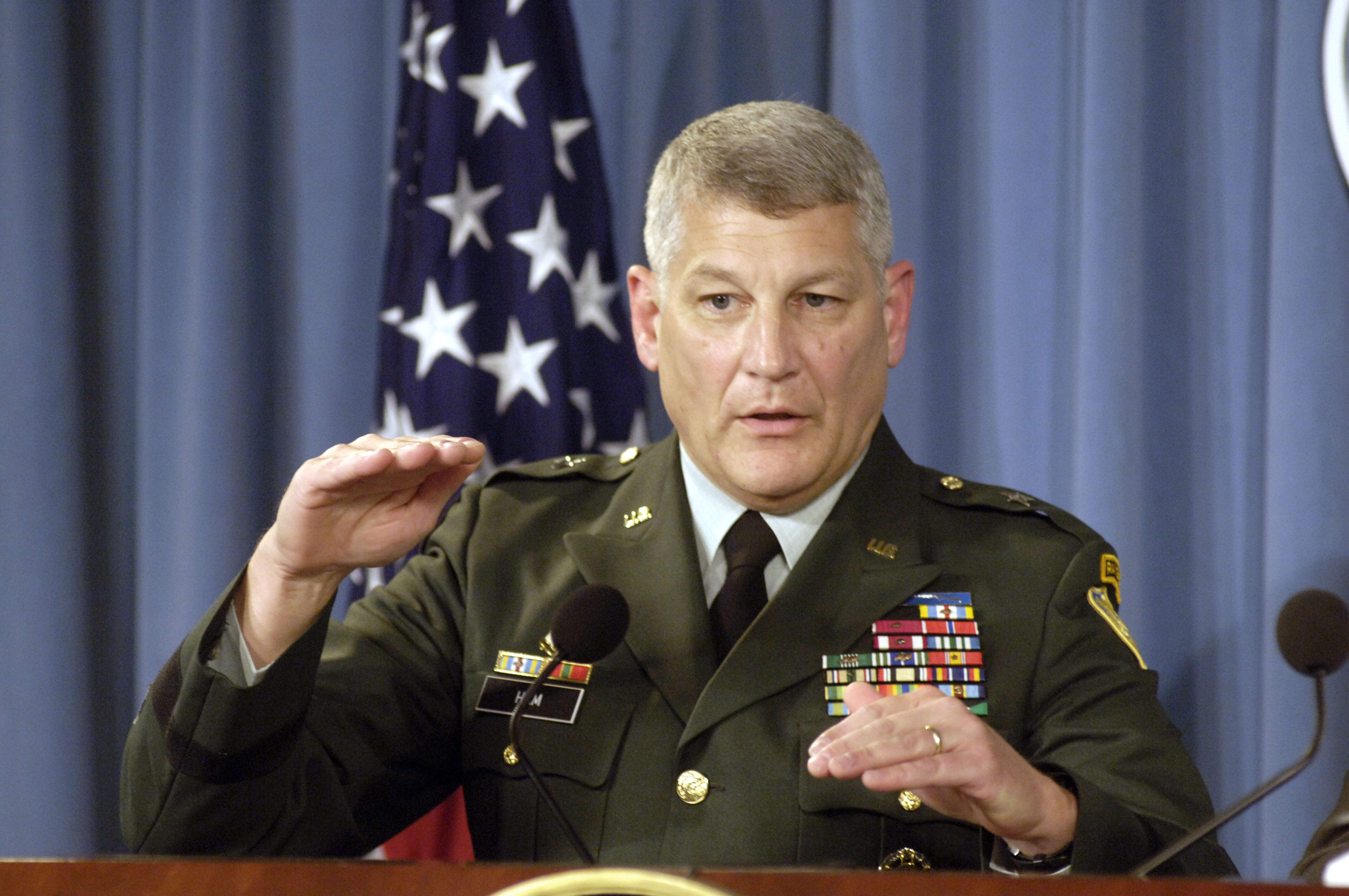
В ходе пресс-конференции, 2005.